# Нижня Суєтка
Нижня Сує́тка (рос. Нижняя Суетка) — село у складі Суєтського району Алтайського краю, Росія.

## Населення
Населення — 985 осіб (2010; 1142 у 2002).
Національний склад (станом на 2002 рік):
- росіяни — 86 %